# Lampronia rupella
Lampronia rupella (Denis & Schiffermüller, 1775) è un lepidottero appartenente alla famiglia Prodoxidae, diffuso in Eurasia.

## Descrizione

### Adulto
Si tratta di piccole falene diurne, alquanto primitive, con nervatura alare di tipo eteroneuro e apparato riproduttore femminile provvisto di un'unica apertura, funzionale sia all'accoppiamento, sia all'ovodeposizione.
L'apertura alare è compresa tra 13 e 17 mm.

#### Capo
Il capo è molto scuro e ricoperto di scaglie piliformi di colore giallo.
Gli occhi, che appaiono brunastri, sono relativamente piccoli (0,3-0,35 mm di diametro); la distanza interoculare, misurata frontalmente, è circa il doppio del diametro di un occhio; gli ocelli sono assenti, come pure i chaetosemata.
I palpi mascellari sono esili e ricurvi. I palpi labiali sono invece diritti e rivolti in avanti, lunghi circa due volte e mezzo il diametro di un occhio; appaiono giallo-brunastri e ricoperti di robuste scaglie. I lobi piliferi sono ben sviluppati. Le mandibole sono vestigiali sebbene pronunciate e la spirotromba è alquanto ridotta.
Le antenne non sono molto lunghe, potendo misurare circa 0,6 volte la lunghezza della costa dell'ala anteriore; appaiono chiare in prossimità della base e più scure nella zona distale; sono provviste di sottili ciglia e la parte terminale del flagello è costituita da antennomeri ricoperti da piccole scaglie bianche.

#### Torace
Torace e tegulae sono di colore marrone scuro.
L'ala anteriore è lanceolata, con la lunghezza circa tripla rispetto alla larghezza; la superficie dorsale ha una colorazione di fondo che è una sorta di marrone scuro con iridescenze che variano tra il dorato e il violetto. Sono presenti quattro evidenti macchie bianco-giallastre: la più piccola e arrotondata si trova circa a metà della costa e si spinge caudalmente fino a circa un quarto della larghezza dell'ala; in prossimità dell'apice si trova una seconda macchia, più allungata, che può procedere posteriormente fino a circa metà o tre quarti della larghezza dell'ala; lungo il margine interno, ma basalmente rispetto al tornus, si trova una terza macchia, grosso modo triangolare, che si spinge anteriormente più o meno fino alla metà della larghezza dell'ala; sempre lungo il margine interno, ma stavolta nell'area basale, si trova la quarta e ultima macchia, la più grande e di forma quasi trapezoidale, che può occupare oltre i due terzi della larghezza dell'ala e terminare in prossimità della costa. La pagina inferiore è brunastra, con lievi bagliori ramati e le macchie descritte in precedenza sono appena accennate. La frangiatura è costituita da due file di scaglie allungate, disposte lungo il termen, le più distali bianche, e le più prossimali grigiastre. Rs4 termina sulla costa, mentre 1A+2A è biforcata solo alla base.

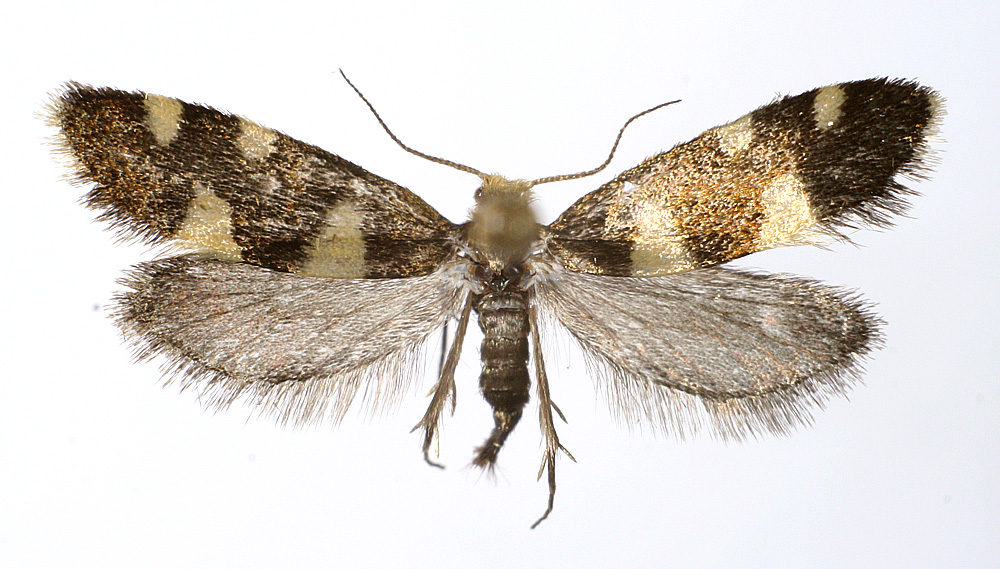
Alloclemensia mesospilella (Incurvariidae), solo apparentemente simile a L. rupella

All'interno del genere Lampronia, questa specie è l'unica ad avere due macchie costali; potrebbe tuttavia essere confusa a prima vista con Alloclemensia mesospilella Herrich-Schäffer, 1854 (Incurvariidae), rispetto alla quale si distingue per la colorazione delle frangiature (che in quest'ultima sono bianco-giallastre dall'apice fino a metà del termen) e per la presenza di iridescenze violacee, non ravvisabili nell'incurvariide.
L'ala posteriore, più corta della posteriore, presenta un apice arrotondato e scaglie più allargate. La colorazione della superficie dorsale è grigiastra, con bagliori purpurei nella zona centrale e sfumature ramate lungo la fascia terminale; ventralmente appare grosso modo della stessa tonalità visibile sulla pagina superiore. La frangiatura è grigiastra, più pronunciata nella zona anale, con lievi riflessi ramati.
L'accoppiamento alare è di tipo frenato (con frenulum più robusto nel maschio), mentre è presente l'apparato di connessione tra ala anteriore e metatorace; si può inoltre osservare un ponte precoxale.
Le zampe sono brunastre; l'epifisi è ridotta ma presente, mentre gli speroni tibiali hanno formula 0-2-4; le tibie delle zampe posteriori presentano ciuffi di scaglie simili a peli.

#### Addome
L'addome è grigiastro, con riflessi ramati.
Nell'apparato genitale maschile, l'uncus si trova fuso assieme al tegumen; quest'ultimo appare costituito da una stretta fascia dorsale, mentre il vinculum è ben sviluppato. La juxta si mostra sotto forma di uno sclerite sagittato ben definito. L'edeago è costituito da una struttura tubulare alquanto allungata, facilmente distinguibile.
Nel genitale femminile, l'ovopositore è ben sviluppato e perforante, al fine di permettere l'inserimento delle uova all'interno dei tessuti fogliari della pianta ospite.

### Uovo
L'uovo si mostra biancastro e leggermente allungato, con dimensioni comprese tra 0,3 e 0,5 mm di lunghezza, e con un diamentro di 0,2-0,3 mm. Il chorion appare liscio e provvisto di un reticolo micropilare ridotto.

### Larva
La larva ha forma pseudocilindrica e capo prognato.

### Pupa
La pupa è exarata e relativamente mobile, con appendici libere e ben distinte (pupa dectica).

## Biologia

### Ciclo biologico
La biologia della specie è poco conosciuta. Le uova vengono inserite una ad una nei tessuti della pianta nutrice, tra la fine della primavera e l'inizio dell'estate; la giovane larva è minatrice. I bruchi si alimentano tra aprile e maggio.

### Periodo di volo
La specie è univoltina, con adulti che volano di giorno tra giugno e agosto, soprattutto al mattino.

### Alimentazione
Non si hanno notizie precise riguardo al regime alimentare di questi bruchi, ma sono stati osservati su alcune specie di Asteraceae che potrebbero rappresentare le piante nutrici:
- Adenostyles Cass., 1816 (cavolacci)
  - Adenostyles alpina (L.) Bluff & Fingerh., 1825 (cavolaccio verde)
- Cirsium Mill., 1754
  - Cirsium helenioides (L.) Hill, 1768 (cardo tagliente)
- Homogyne Cass., 1816
  - Homogyne alpina (L.) Cass., 1821 (tossilaggine alpina)
- Lactuca L., 1753
  - Lactuca alpina (L.) A. Gray, 1884 (cicerbita violetta)

### Parassitoidismo
Non sono noti fenomeni di parassitoidismo ai danni delle larve di Lampronia rupella.

L'Eurasia

## Distribuzione e habitat
La specie è presente esclusivamente in Eurasia, e in particolare nei seguenti paesi: Francia continentale, Belgio, Norvegia continentale, Svezia, Germania, Svizzera, Austria, Italia (solo nel Settentrione), Finlandia, Estonia, Lettonia, Lituania, Polonia, Repubblica Ceca, Slovacchia, Ungheria, Romania, Serbia, Montenegro, Bulgaria, Albania, Grecia continentale, Russia settentrionale e nordoccidentale, centrale e regione del Volga, fino ai monti Altaj.
L'habitat è rappresentato da boschi e foreste decidue, in cui sia presente un sottobosco ricco di piante erbacee e cespugli, ivi comprese piante di Cirsium.

## Tassonomia
Lampronia rupella ([Denis & Schiffermüller], 1775) - Ank. syst. Schmett. Wienergegend: 320 - locus typicus: Austria, dintorni di Vienna.

### Sottospecie
Non sono state individuate sottospecie.

### Sinonimi
Sono stati riportati i seguenti sinonimi:
- Adela maezenella Zetterstedt, 1840 - Ins. Lap.: 1006 - locus typicus: Lapponia ("Hab. in Lapponiae inferalpinis")[21]
- Incurvaria rupella ([Denis & Schiffermüller], 1775) - Ank. syst. Schmett. Wienergegend: 320 - locus typicus: Austria, dintorni di Vienna[1]
- Incurvaria rupella ab. abnormella Hauder, 1918 - Ent. Zts. 31: 103 - locus typicus: Austria, Carinzia, Micheldorf, Gradnalm[22]
- Incurvaria rupella ab. aurata Wocke, 1871 - Cat. Lep. eur. Faun.: 273 - locus typicus: non indicato[23]
- Incurvaria rupella ab. confluens Wocke, 1871 - Cat. Lep. eur. Faun.: 273 - locus typicus: non indicato[23]
- Incurvaria rupella ab. reductella Hauder, 1918 - Ent. Zts. 31: 103 - locus typicus: Austria, Stiria, Präbichl[22]
- Tinea rupella [Denis & Schiffermüller], 1775 - Ank. syst. Schmett. Wienergegend: 320 - locus typicus: Austria, dintorni di Vienna[1] (basionimo)
- Tortrix naezeniana Thunberg, 1797 - K. Sven. vetensk.akad. handl. (2)18: 169 - locus typicus: Svezia, Umeå[24]

## Galleria d'immagini

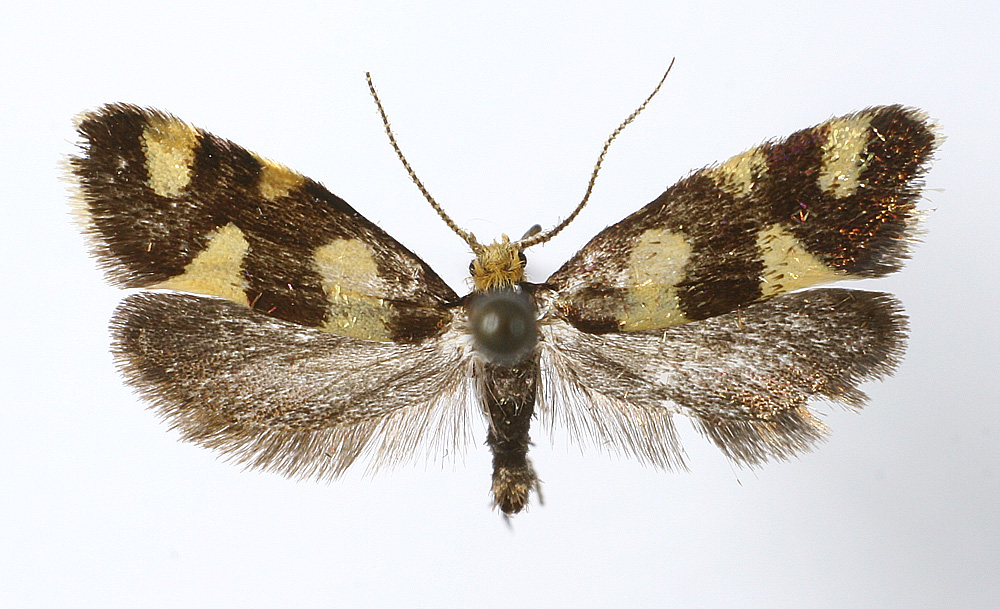
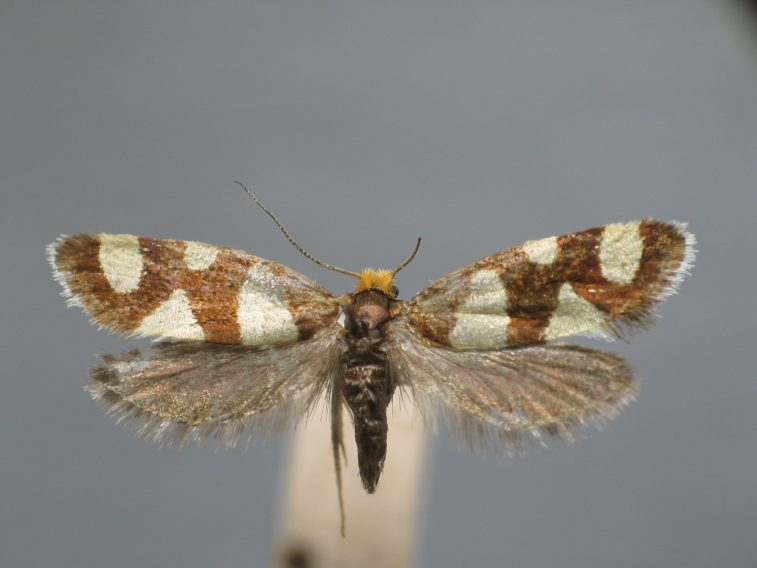
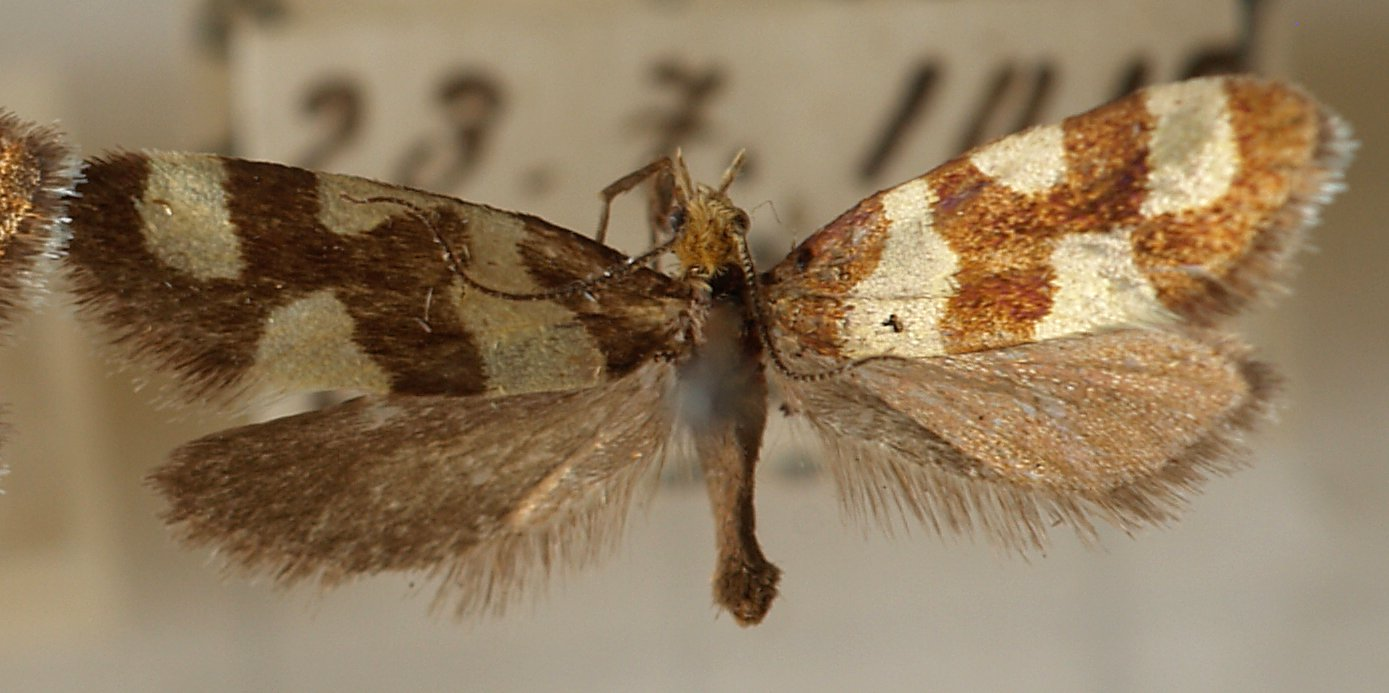
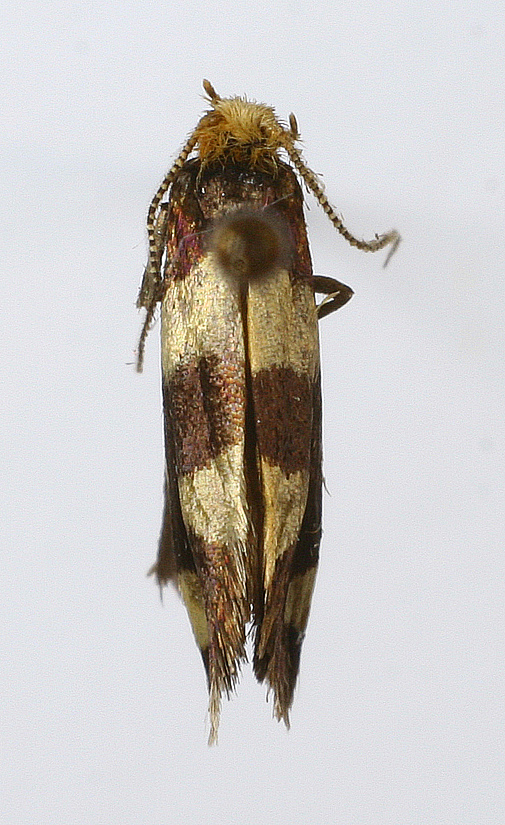

## Conservazione
La specie non è stata inserita nella Lista rossa IUCN.

### Pubblicazioni
- (PL) Becker, V. O., The taxonomic position of the Cecidosidae. Brèthes (Lepidoptera), in Polskie pismo entomologiczne. Seria B: Entomologia stosowana, vol. 47, Wrocław, Państowowe Wydawn. Naukowe, 1977,  pp. 79–86, ISSN 0554-6060 (WC · ACNP), OCLC 5453738.
- (EN) Brock, J. P., A contribution towards an understanding of the morphology and phylogeny of the Ditrysian Lepidoptera (abstract), in Journal of Natural History, vol. 5, n. 1, Londra, Taylor & Francis, 1971,  pp. 29–102, DOI:10.1080/00222937100770031, ISSN 0022-2933 (WC · ACNP), LCCN 68007383, OCLC 363169739.
- (EN) De Prins, W & Jansen, L., Lampronia rupella, a species new to the Belgian fauna (Lepidoptera: Prodoxidae) (PDF), in Phegea, vol. 40, 1b, Anversa, Vlaamse Vereniging Voor Entomologie, 1º marzo 2012,  pp. 35-36, ISSN 0771-5277 (WC · ACNP), OCLC 934350137.
- (EN) Dugdale, J. S., Female Genital Configuration in the Classification of Lepidoptera (PDF), in New Zealand Journal of Zoology, vol. 1, n. 2, Wellington, 1974,  pp. 127–146, DOI:10.1080/03014223.1974.9517821, ISSN 1175-8821 (WC · ACNP), OCLC 60524666.
- (DE) Hauder, F., Einige Kleinschmetterlings-Aberrationen (PDF), in Entomologische Zeitschrift, vol. 31, Francoforte, Internationaler Entomologischer Verei, 1918,  pp. 102-103, ISSN 0013-8843 (WC · ACNP), LCCN 58041251, OCLC 1568040.
- (EN) Kozlov, M. V., Incurvariidae and Prodoxidae (Lepidoptera) from Siberia and the Russian Far East, with descriptions of two new species (abstract), in Entomologica Fennica, vol. 7, n. 2, 1996,  pp. 55–62, ISSN 0785-8760 (WC · ACNP), LCCN 91649454, OCLC 195584534.
- (EN) Kristensen, N. P., Studies on the morphology and systematics of primitive Lepidoptera (Insecta) (abstract), in Steenstrupia, vol. 10, n. 5, Copenaghen, Zoologisk Museum, 1984,  pp. 141–191, ISSN 0375-2909 (WC · ACNP), LCCN 78641716, OCLC 35420370.
- (EN) Mosher E., A Classification of the Lepidoptera Based on Characters of the Pupa, in Bulletin of the Illinois State Laboratory of Natural History, vol. 1912, n. 2, Urbana, Illinois, Illinois State Laboratory of Natural History, marzo 1916,  p. 62, DOI:10.5962/bhl.title.70830, ISSN 0073-5272 (WC · ACNP), LCCN 16027309, OCLC 2295354.
- (LA, SV) Thunberg, C. P., Någre nye Natt-fjärilar af Bladrullare-slägtet (PDF), in Kungl. Svenska vetenskapsakademiens handlingar, 18 (ser. 2), Stoccolma, L.L. Grefing, luglio-settembre 1797,  pp. 165-171, ISSN 0023-5377 (WC · ACNP), LCCN 2009252360, OCLC 8263718.
- (DE) Weidner, H., Beiträge zur Morphologie und Physiologie des Genital-apparates der Weiblichen Lepidopteren, in Zeitschrift für Angewandte Entomologie, vol. 21, Berlino, Wiley, 1935,  pp. 239–290, ISSN 0044-2240 (WC · ACNP), OCLC 1770418.
- (EN) Zagulajev, A. K., New and little known microlepidoptera (Lepidoptera: Incurvariidae, Tineidae, Psychidae, Alucitidae) of the fauna of the USSR, in Entomologicheskoe Obozrenie, vol. 71, n. 1, San Pietroburgo, Nauka, 1992,  pp. 105–120, ISSN 0367-1445 (WC · ACNP), LCCN 54045655, OCLC 2446733.

### Testi
- (SV) Bengtsson, B. A., Palmqvist, G. & Johansson, R., Nationalnyckeln till Sveriges flora och fauna. Fjarilar: Kakmalar - sackspinnare. Lepidoptera: Micropterigidae-Psychidae, Uppsala, ArtDatabanken, Sveriges lantbruksuniversitet (SLU), 2008,  p. 188, ISBN 9789188506726, OCLC 900833065.
- (EN) Capinera, J. L. (Ed.), Encyclopedia of Entomology, 4 voll., 2nd Ed., Dordrecht, Springer Science+Business Media B.V., 2008,  pp. lxiii + 4346, ISBN 978-1-4020-6242-1, LCCN 2008930112, OCLC 837039413.
- (EN) Chapman, R. F., The insects: structure and function, 4ª edizione, Cambridge, Cambridge University Press, 1998,  pp. xvii, 770, ISBN 0-521-57048-4, LCCN 97035219, OCLC 37682660.
- (EN) Common, I. F. B., Moths of Australia, Slater, E. (fotografie), Carlton, Victoria, Melbourne University Press, 1990,  pp. vi, 535, 32 con tavv. a colori, ISBN 978-0-522-84326-2, LCCN 89048654, OCLC 220444217.
- (EN) Grimaldi, D. A.; Engel, M. S., Evolution of the insects, Cambridge [U.K.]; New York, Cambridge University Press, maggio 2005,  pp. xv + 755, ISBN 978-0-521-82149-0, LCCN 2004054605, OCLC 56057971.
- (EN) Kristensen, N. P. (Ed.), Handbuch der Zoologie / Handbook of Zoology, Band 4: Arthropoda - 2. Hälfte: Insecta - Lepidoptera, moths and butterflies, Kükenthal, W. (Ed.), Fischer, M. (Scientific Ed.), Teilband/Part 35: Volume 1: Evolution, systematics, and biogeography, ristampa 2013, Berlino, New York, Walter de Gruyter, 1999  [1998],  pp. x, 491, ISBN 978-3-11-015704-8, OCLC 174380917.
- (EN) Peterson, A., Larvae of Insects: An Introduction to Nearctic Species Part I: Lepidoptera and Plant Infesting Hymenoptera, Columbus, Ohio, Edwards Brothers, Inc., gennaio 1960,  p. 315, ISBN non esistente, LCCN 57023507, OCLC 70495898.
- (PL) Razowski, J., Motyle (Lepidoptera) polski 3. Heteroneura, Adeloidea, collana Monografie Fauny Polski, vol. 8, Warszawa ; Kraków, Państwowe Wydawnictwo Naukowe, 1978,  pp. 137, 11 pls, ISBN non esistente, LCCN 74231771, OCLC 749772251.
- Schenkl, F.; Brunetti, F., Dizionario Greco-Italiano/Italiano-Greco, a cura di Meldi D., collana La creatività dello spirito, Berrettoni G. (nota bibliografica), La Spezia, Casa del Libro - Fratelli Melita Editori, dicembre 1991  [1990],  pp. xviii, 972, 14 tavv.,  538, ISBN 978-88-403-6693-7, OCLC 797548053.
- (DE) Schiffermüller, J. I.; Denis, J. N. C. M., Ankündung eines systematischen Werkes von den Schmetterlingen der Wienergegend, herausgegeben von einigen Lehrern am K. K. Theresianum (PDF), Vienna, Augustin Bernardi, 1775,  p. 322, ISBN non esistente, LCCN agr29001596, OCLC 504893976.
- (EN) Scoble, M. J., The Lepidoptera: Form, Function and Diversity, seconda edizione, London, Oxford University Press & Natural History Museum, 2011  [1992],  pp. xi, 404, ISBN 978-0-19-854952-9, LCCN 92004297, OCLC 25282932.
- (DE) Staudinger, O. & Wocke, M. F., Catalog der Lepidopteren des europaeischen Faunengebiets. I. Macrolepidoptera, bearbeitet, von Dr. O. Staudinger. II. Microlepidoptera, bearbeitet von Dr. M. Wocke (PDF), Dresda, H. Burdach, 1871,  pp. XXXVIII-426, DOI:10.5962/bhl.title.9475, ISBN non esistente, LCCN agr04000229, OCLC 459029934.
- (EN) Stehr, F. W. (Ed.), Immature Insects, 2 volumi, seconda edizione, Dubuque, Iowa, Kendall/Hunt Pub. Co., 1991  [1987],  pp. ix, 754, ISBN 9780840337023, LCCN 85081922, OCLC 13784377.
- (LA) Zetterstedt, J. W., Insecta Lapponica (PDF), Lipsia, Sumptibus L. Voss, 1840,  p. 1140, DOI:10.5962/bhl.title.8242, ISBN non esistente, OCLC 812243369.